# Kilmaurs Place

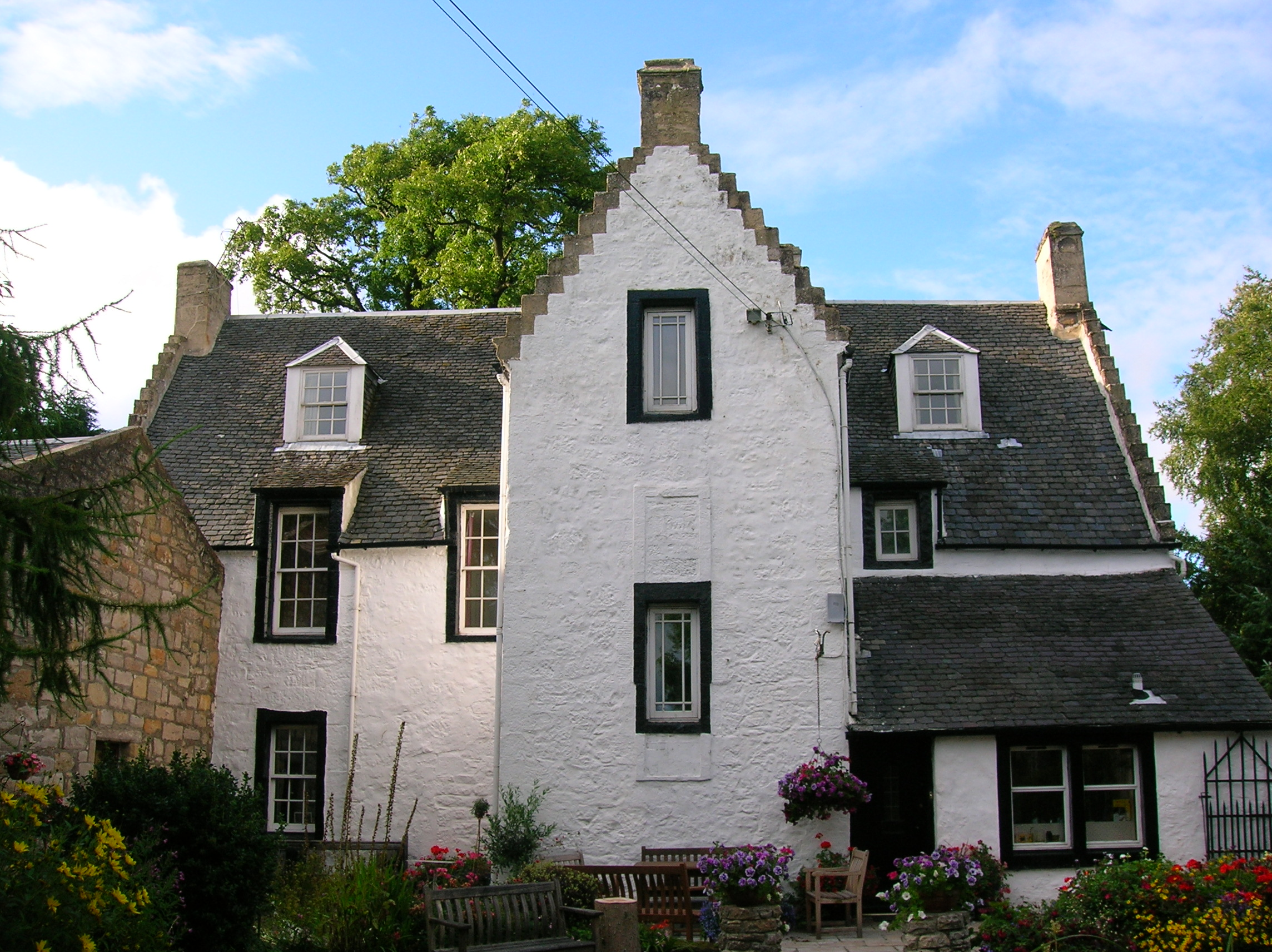
Kilmaurs Place von Süden

Kilmaurs Place, auch Kilmaurs House, ist ein Landhaus in Kilmaurs in der schottischen Council Area East Ayrshire. Das Haus steht über dem Carmel Water und bietet einen guten Blick über die Umgebung.

## Geschichte

### Einführung

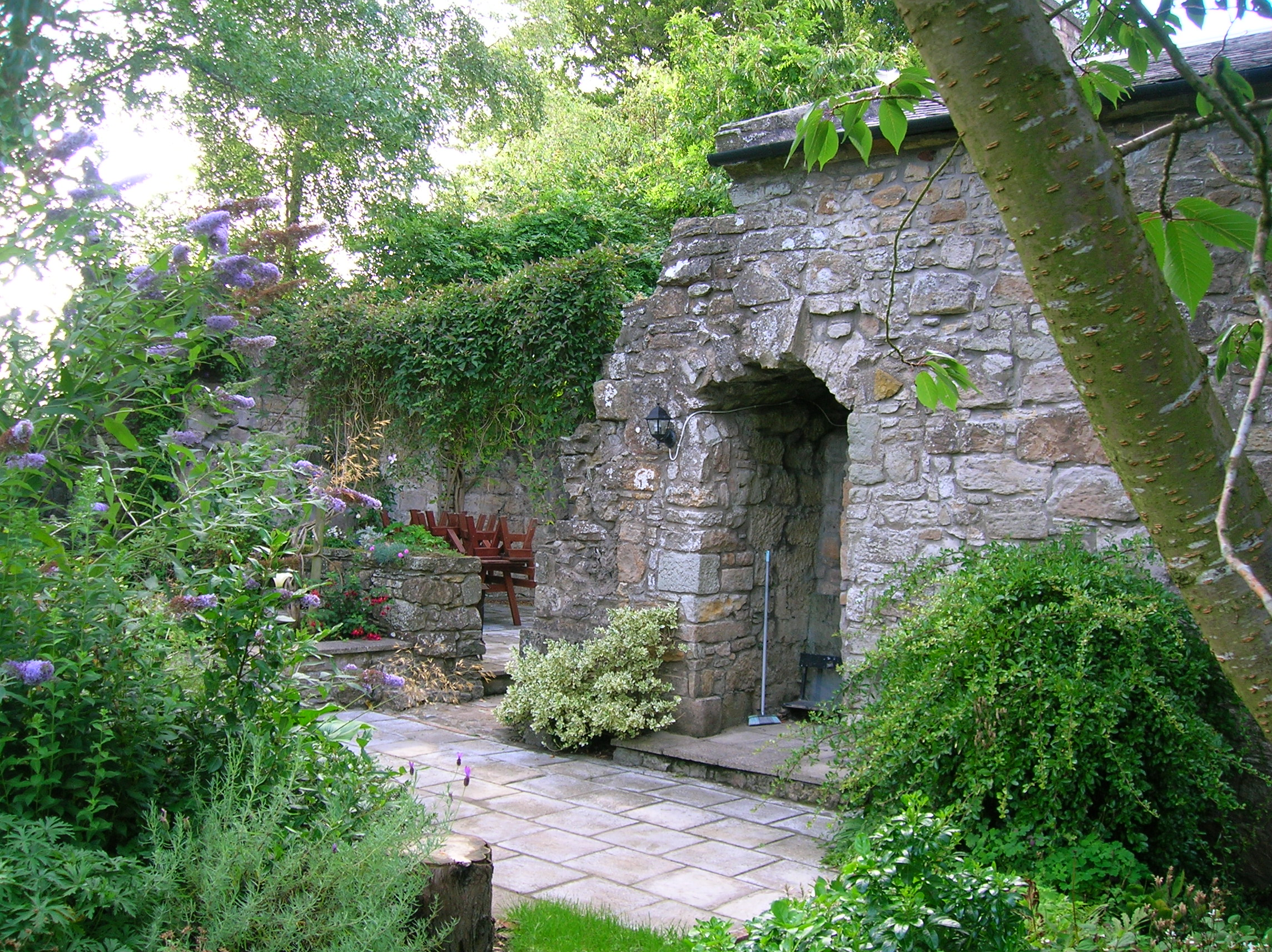
Blick auf den „unvollständigen“ Gebäudekomplex

Das heutige Gebäude ersetzte Kilmaurs Castle in der Nähe von Jockshorn, „the ane ancient, strong building, belonging to the Earl of Glencairne, environed with a fair parke, called Carmell wod, form the watter of Carmell that runs by it“. (dt.: das ehemals starke Gebäude, das dem Earl of Glencairn gehörte und umgeben von einem schönen Park namens Carmel Wood, benannt nach dem Carmel-Bach, der an ihm vorbeiläuft). Mit dem Bau des Landhauses ließ William Cunningham, 9. Earl of Glencairn (1610–1664), in den Jahren 1660–1664 Lordkanzler von Schottland, beginnen. Es war an ein sehr großes und imposantes Gebäude gedacht, aber finanzielle Probleme und der unerwartete Tod des Bauherrn führte zur Aufgabe der ursprünglichen Pläne. Der heutige Gebäudekomplex stellt die Überreste des nie fertiggestellten Landhauses dar.

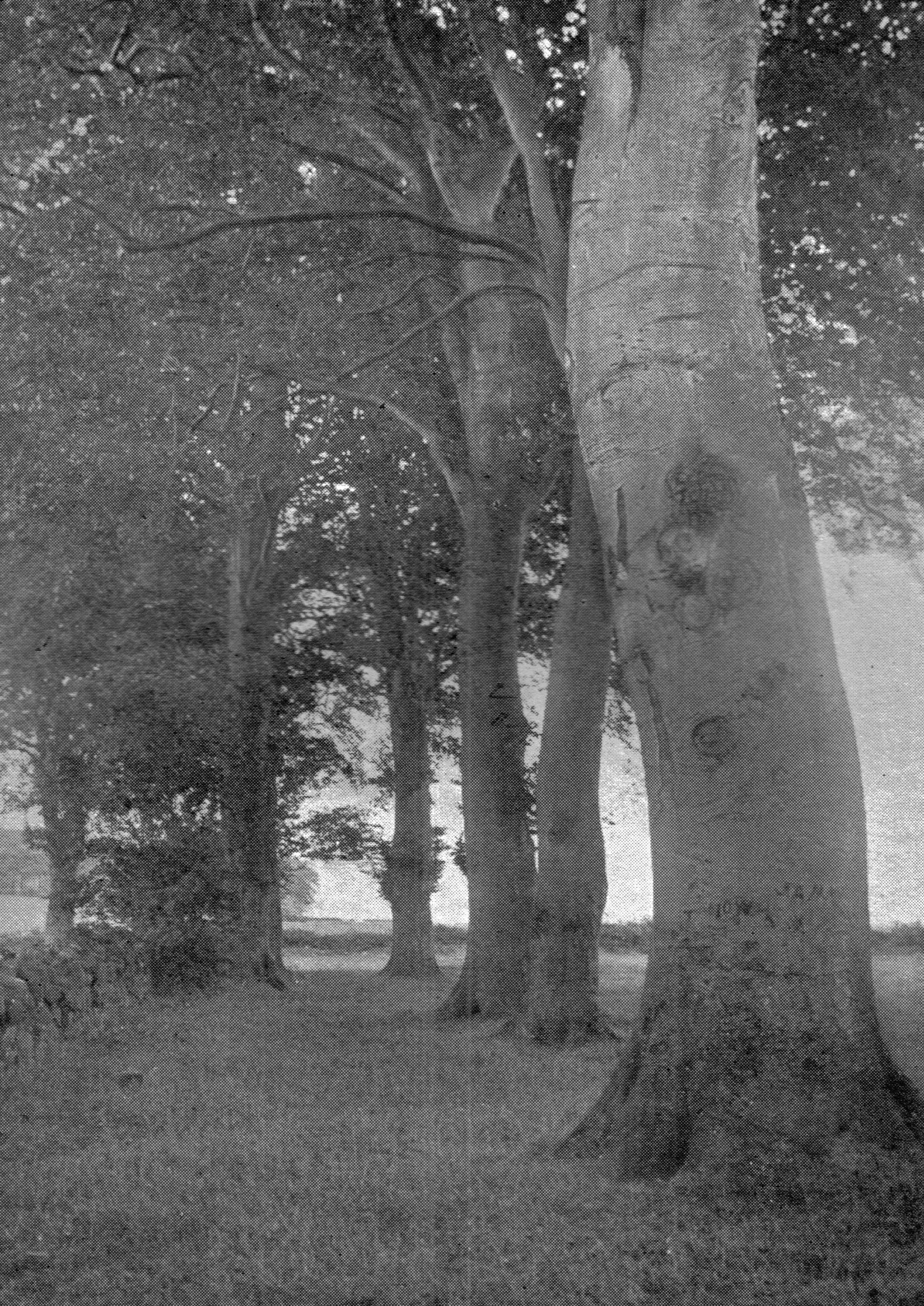
Die Buchenallee zu Kilmaurs Place im Jahre 1912

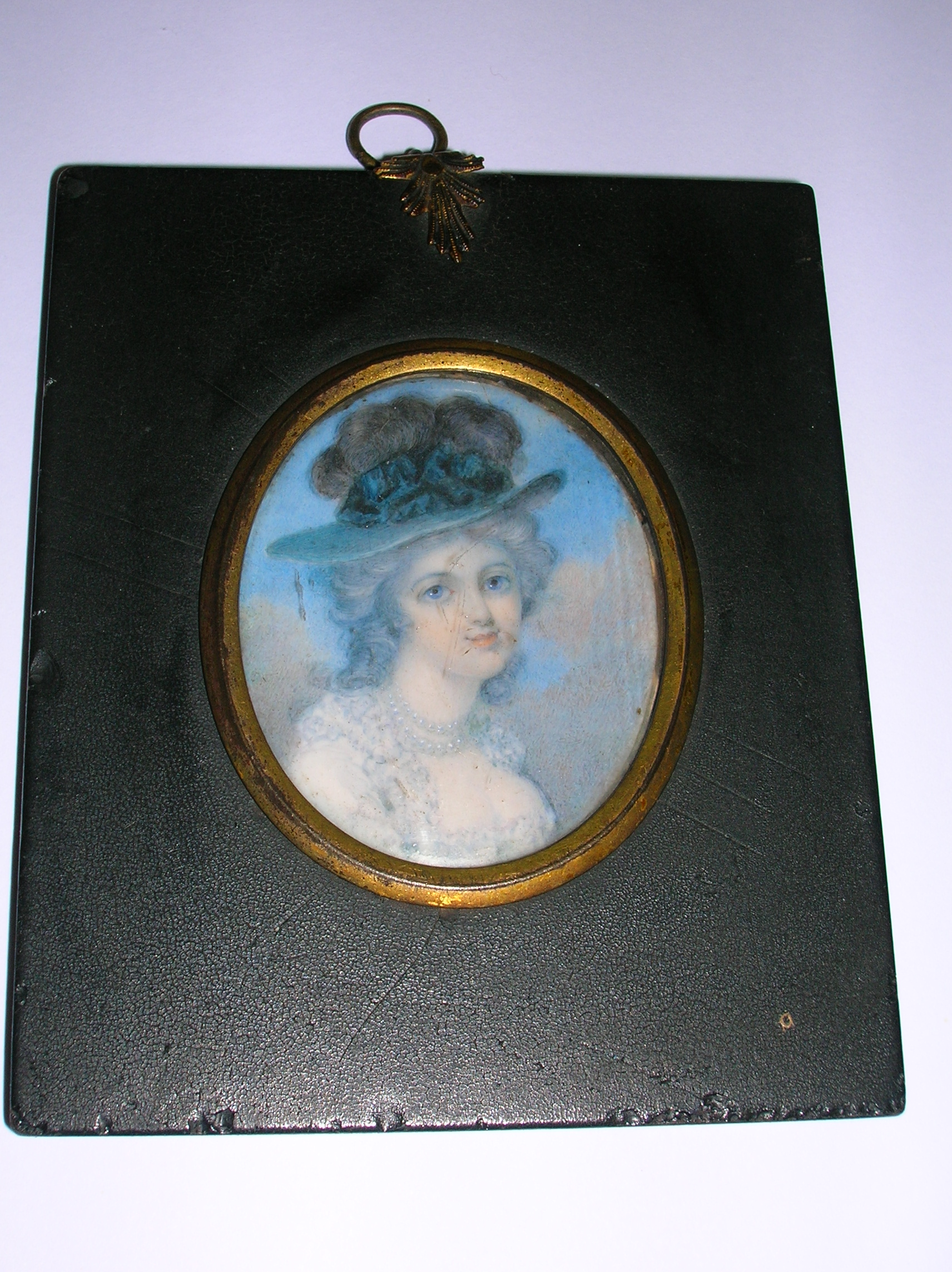
Eine Miniatur von Susanna Montgomery, Lady Eglinton

Die Statistik von 1791–1799 gibt an, dass „(...) das Haus, das unter dem Namen 'Place' bekannt war, ihnen gehörte, wo der frühere Lordkanzler die Fundamente für ein sehr ausgedehntes Gebäude hatte legen und es zum Teil ausführen hatte lassen. Aber wegen Vermögensproblemen, von denen er von der Regierung, in dessen Diensten er gestanden hatte, erwartete, befreit zu werden, war er gezwungen, seinen Plan aufzugeben.“
Kilmaurs Place soll laut der Königlichen Kommission nach McNaught ein Landhaus aus dem 17. Jahrhundert anschließend an die östliche Mauer seines Vorgängers gewesen sein; die Bauarbeiten an dem vorherigen Gebäude mussten wegen des Todes des 9. Earls of Glencairn eingestellt werden. Tranter beschreibt es als an der Ostmauer seines Vorgängers, Kilmaurs Tower, errichtet.
| Etymologie |
| Carmel, dessen älteste Form „Caremuall“ ist, soll laut McNaught vom schottisch-gälischen „Car“ (dt.: Fort) und „Meall“ (dt.: Hügel) abgeleitet sein. „Carmel“ heißt also „Fort auf dem Hügel“. |

Adamson nennt das Gebäude 1875 „My Lord’s Place“ und schreibt weiter: „Mit Ausnahme des Landhauses, das sich in exzellentem Erhaltungszustand befindet, sind die Blocks von Mauerwerk anschließend daran stark verfallen und scheinen auf den ersten Blick Überreste eines großen Gebäudes zu sein, das die Zeiten verfallen haben lassen und das fast bis auf den Grund eingeebnet wurde. Aber dies ist nicht der Fall. Die scheinbaren Ruinen sind nichts weiter als die Überreste der Mauern eines eleganten Gebäudes, das zu Lebzeiten des Lordkanzlers von Schottland, William, dem 9. Earl of Glencairn, sich im Aufbau befand.“ Hume beschreibt The Place als um 1620 erbaut mit T-förmigem Grundriss und einer geraden Treppe zu den oberen Geschossen in der hervorstehenden Laibung. Er begreift die Ruinen als Teil des Turms, der vor dem heute existierenden Haus errichtet wurde.
McMichael betrachtet die Überreste als Ruinen der alten Burg. Tranter meint, dass das pittoreske Landhaus gegen die Ostmauer seines Vorgängers, des Kilmaurs Tower, errichtet wurde. 1935 war es von Pächtern der angrenzenden Farm belegt und er notierte, dass viele Veränderungen daran vorgenommen wurden. Salter meint, dass das heutige Haus an der Stelle einer älteren Burg errichtet worden sei. Davis sieht die gesamte Gebäudeflucht als mögliches unteres Stockwerk eines nie fertiggestellten Palastes aus dem 16. Jahrhundert. Close sieht die Ruinen 2012 als Teil eines Tower House aus dem 15. Jahrhundert und das Hauptgebäude als Landhaus von etwa 1630, das einige Details mit der Pfarrkirche von Fenwick aus dem Jahr 1643 gemein hat.

### Kilmaurs House und die Familie Montgomerie

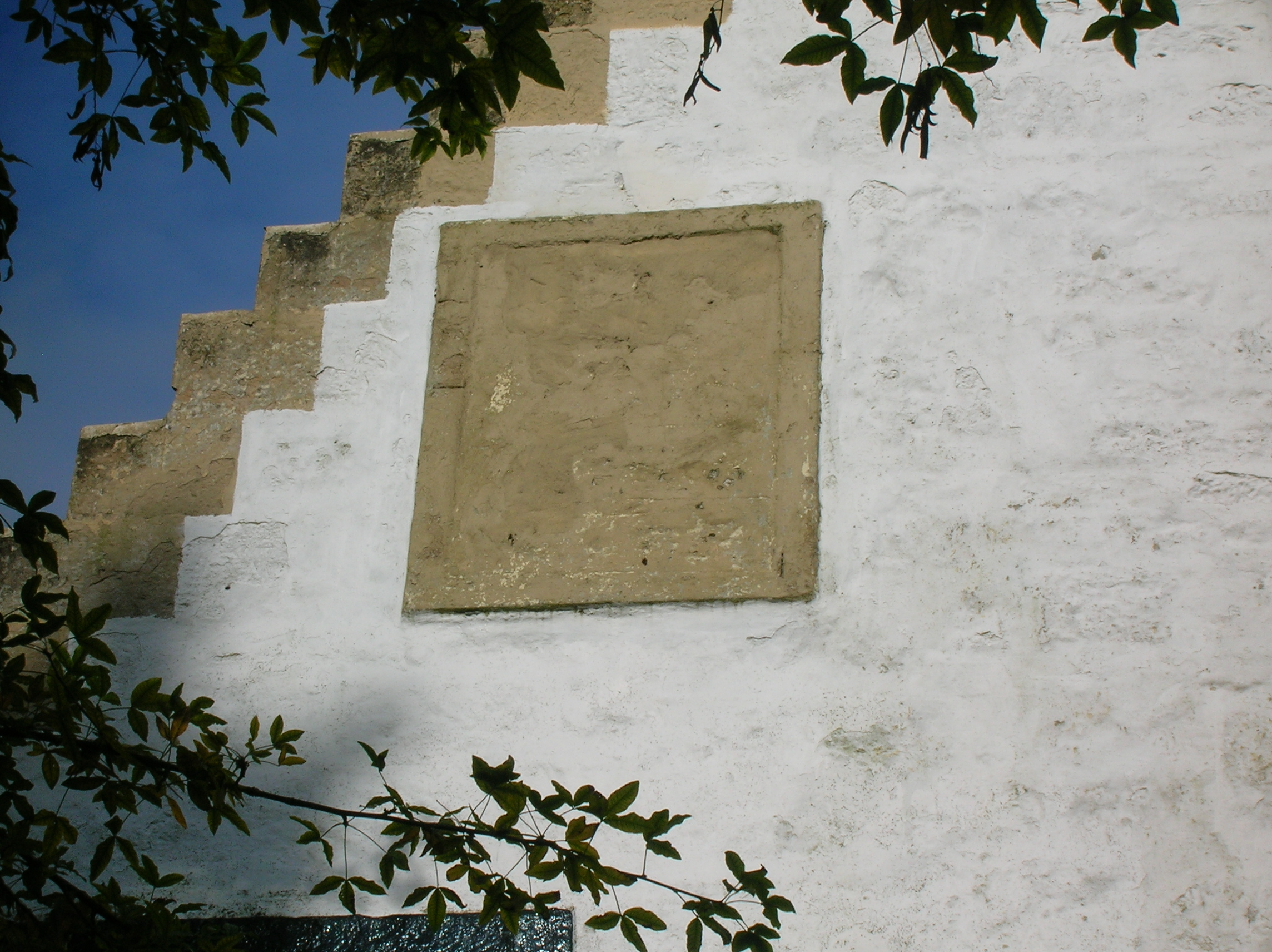
Das Wappen der Familie Cunninghame wurde vermutlich von den neuen Besitzern, der Familie Montgomerie, entfernt.

Den Rest des Baronats Kilmaurs zusammen mit Kilmaurs Place kaufte Alexander, 9. Earl of Eglinton, von William Cunninghame, 11. Earl of Glencairn, um 1720. Damals wurde das Haus auch „Kilmaurs House“ genannt.
Eine Zeitlang wohnte Susanna Montgomery, Lady Eglinton, als Witwe in diesem Haus. Es war üblich und auch praktisch, dass eine Witwe aus dem Familiensitz auszog und im Witwenhaus wohnte. Es scheint, das Susanna Montgomery als Witwe zuerst in Kilmaurs Place zog und dann, nach 1762 nach Auchans House bei Dundonald. Briefe von 1751 und 1762 sind als in Kilmaurs geschrieben ausgewiesen und ab 1765 geschrieben in Auchans House.
Susanna Montgomery sandte im Winter 1751 eine Beschreibung von Kilmaurs House an eine ihrer Töchter, Lady Mary Murray. Darin schilderte sie seinen Zustand bei ihrem Einzug:

„Das Haus, in dem ich bin, ist derzeit sehr hässlich, aber ich lasse daraus das Beste machen; ich hoffe, dass ich es bald sogar besser als das Landhaus eines Ministers zu machen. Niemand liebt ein gutes Haus mehr als ich, aber, wenn ich diese Enttäuschung mit anderen vergleiche, scheint sie geradezu nichts zu sein. Schreiner und Maurer arbeiten noch an ihm. Die pure Notwendigkeit lässt mich mit ihnen weitermachen. Das Haus hält weder Wind noch Wetter aus und ich bin schon zweimal durch den Boden gefallen. Aber, da sie es Stück für Stück machen, bleiben die Kosten gleich. Sobald das Haus bewohnbar ist, werde ich mir die Freude gestatten, dich einzuladen. Wir haben viel schöne Kohle und für ein Haus im Binnenland ist es hübsch, aber in der Nähe eines Dorfes, was ich als Nachteil emfpinde.“

1762 schrieb sie in einem Brief an ihren Schwiegersohn James Moray aus Abercairny, dass ihr Sohn (der 10. Earl) ihr Auchans House überlassen hatte und dass sie vorhatte, es reparieren zu lassen. Millar notierte, dass sie sich nach dem Mord an ihrem Sohn Alexander, 10. Earl of Eglinton, 1769 durch den Steuereintreiber ‘’Mungo Campbell’’ sich von ihrer gesellschaftlichen Position zurückzog. Als ihr zweiter Sohn, Archibald (der 11. Earl) 1772 heiratete, zog sie auf Dauer nach Auchans House um.
William Logan, der Verwalter des Anwesens von Robertland, lebte in Kilmaurs Place, stellte einen gewissen Robert Burnes an und schrieb zwischen Mai 1774 und dem Jahr 1784 eine Reihe von Briefen an seinen Arbeitgeber, die sich manchmal auf diesen Robert Burnes, den Onkel des Dichters Robert Burns bezogen. Logan lebte später in Thorntoun House. 1793 residierte Captain Ralston aus Warwickhill in Kilmaurs Place.
1786 verkaufte der 14. Earl of Glencairn Kilmaurs Place an die Marchioness of Titchfield.
Kilmaurs Place und Morton Park, Teil des alten Anwesens, stiftete Lady Sophia Montgomery, die Tochter des 14. Earl of Eglinton, bei ihrem Tod 1942 an die Leute von Kilmaurs. Es war aber 1921 nach der Familie Morton aus Lochgreen benannt worden. Die offizielle Eröffnung war am 9. September 1922. Das Haus wurde später verkauft und ist heute daher in privater Hand.

### Beschreibung
Der Name “Place” bezeichnet im Schottisch-Gälischen das Landhaus eines Großgrundbesitzers, aber theoretisch und praktisch handelt es sich um ein größeres Gebäude, das einen zentralen Innenhof umgibt. Das lässt vermuten, dass Kilmaurs Place ein größeres Gebäude mit zentralem Innenhof werden sollte und auch einen hatte, wie man an den bis heute erhaltenen Mauern, architektonischen Details und vom Luftzug hervorgerufenen Rasenentfärbungen erkennen kann. Der Begriff „Palast“ erhielt seine heutige Nebenbedeutung erst zu späterer Zeit.
Der Gebäudekomplex besteht aus einem Hauptblock, der ungefähr in Ost-West-Richtung liegt und einem hervorstehenden Treppenflügel in der Mitte der Westfassade mit Staffelgiebel. Er hat zwei Vollgeschosse und ein Dachgeschoss und bildet zusammen mit modernen Gebäuden die Nebengebäude der ehemaligen Farm.
1956 wird Kilmaurs Place als restauriert und als Bauernhaus genutzt beschrieben. Am 14. April 1971 wurde Kilmaurs Place als historisches Bauwerk der Kategorie B gelistet.

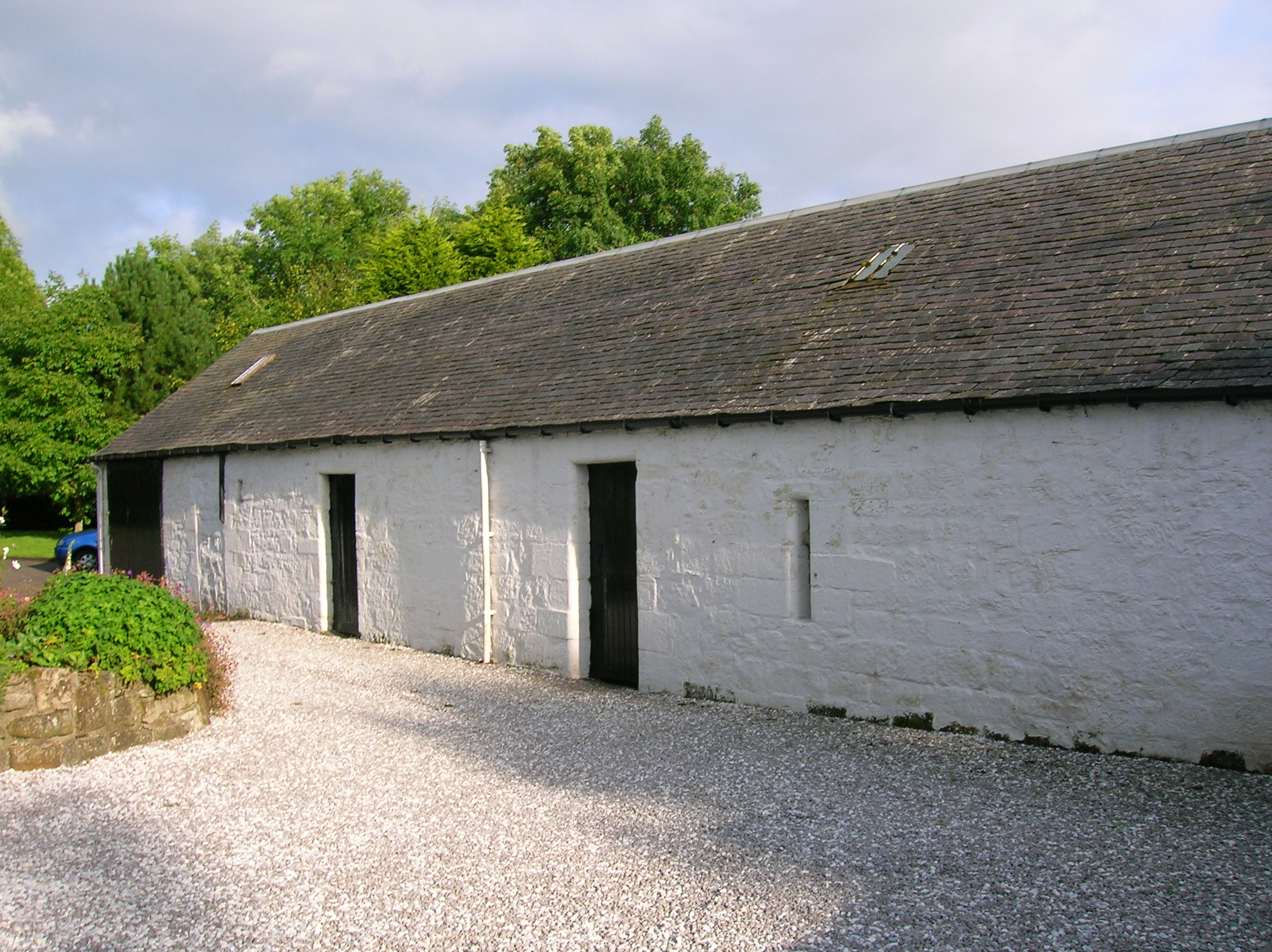
Nebengebäude von Kilmaurs Place. Die Giebelwand wurde aus Teilen der alten Hofmauer erbaut.

Davis notiert, dass das Haus einen T-förmigen Grundriss hat und von etwa 1620 stammt. Die „Ruinen“ scheinen ein unfertiges Erdgeschoss einer Gebäudeflucht aus dem 16. Jahrhundert zu sein. Kilmaurs Place selbst hat keine Gewölbedecken, wenn auch die „Ruinen“ eine schiefergedeckte Kammer beinhalten, die heute noch von den derzeitigen Bewohnern genutzt und „Chancellor’s Study“ genannt wird. Anfang des 19. Jahrhunderts diente die Kammer als Milchhaus. Ein schöner, offener Kamin und behauene Türlaibungen finden sich in Kilmaurs Place selbst.
Der ursprüngliche Eingang war am Treppenhaus; die ehemalige Tür ist heute noch im Mauerwerk des Gebäudes zu sehen, ebenso wie ein Wappen darüber. Die Fenster wurden stark verändert, ebenso die Deckenhöhen im Gebäude. Campbell berichtet von der Möglichkeit, dass Kilmaurs Place über einer alten Burg gebaut worden sein könnte, von der heute nichts mehr zu sehen ist. Tranter schreibt über das Dachgeschoss im stark geneigten Dach und die ausgekehlten Umrahmungen einiger Fenster. Das Haus gehört dem äußersten Ende der Periode des Verteidigungsbaus an. Close meint, dass Kilmaurs Place notwendigerweise ein neues Gebäude an einer bisher unbebauten Stelle war und dass dieses Gebäude stark verändert wurde, offensichtlich durch den Durchbruch neuer Fenster. In den 1940er-Jahren wurde das Haus so beschrieben: „Die immer noch existierenden Wohnungen sind eher wie Folterkeller als wie Wohnungen zum Leben.“
1912 konnte man im Feld anschließend an die Hauptstraße noch Spuren einer Allee entdecken, die am Stadtrand begann und weitschweifig zur alten Hausfront führte. Cuthbertson notierte, dass einige dieser Buchen noch bis 1945 dort waren. Der Eingang von der Mühlengasse über eine Brücke über Carmel Water soll gebaut worden sein, als die Hausfront geändert wurde.
Die Pläne des Grundstückes der Eglintons in Kilmaurs aus den Jahren 1788–1791 zeigen einen Eingangsweg, der von der nahen Brücke über Carmel Water an der Kilmaurs Road gerade hinauf zu Kilmaurs Place führt. Die formellen Ziergärten sind als Quadrat aus drei mal drei gleich großen Quadraten dargestellt, die durch Wege abgeteilt sind. Diese Gärten liegen auf der Kirchenseite des Hauses, leicht versetzt in Richtung Tower House. 1945 dienten die Ruinen mit Gewölbedecken als Lager für landwirtschaftliche Geräte und Ähnliches.

### Kilmaurs Place 1912

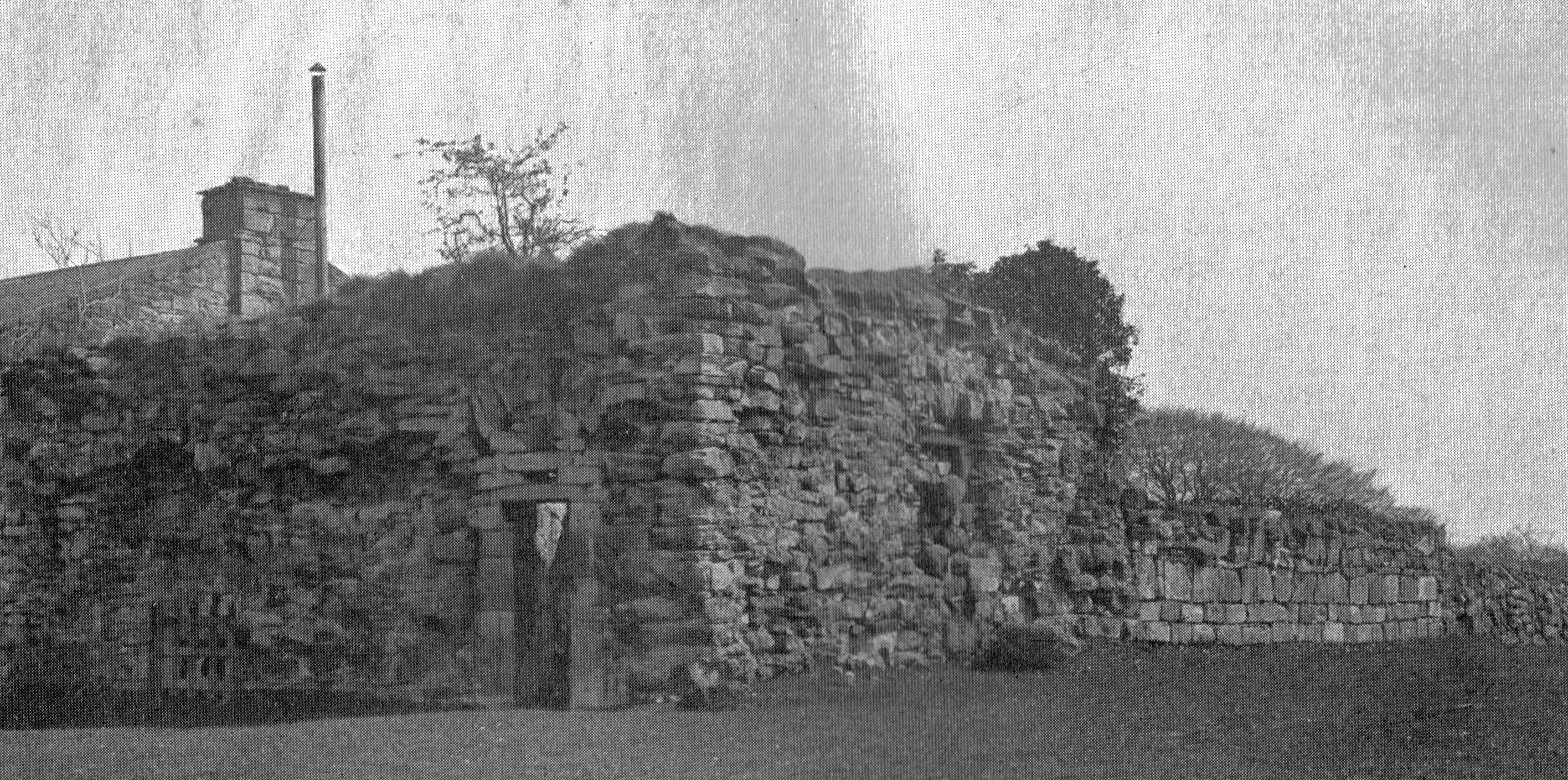
Ein „unfertiger“ Abschnitt von Kilmaurs Place.
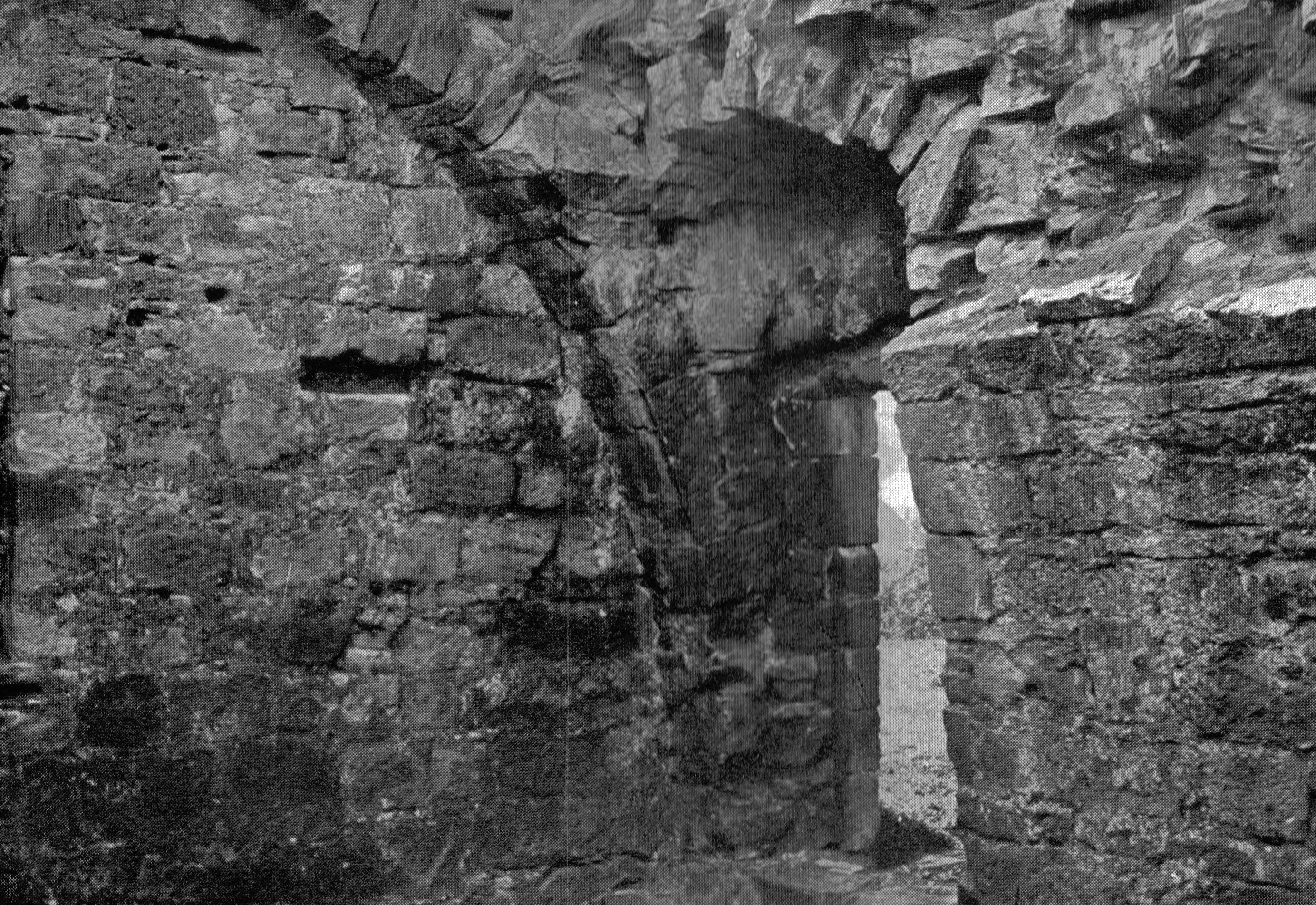
Details innen.
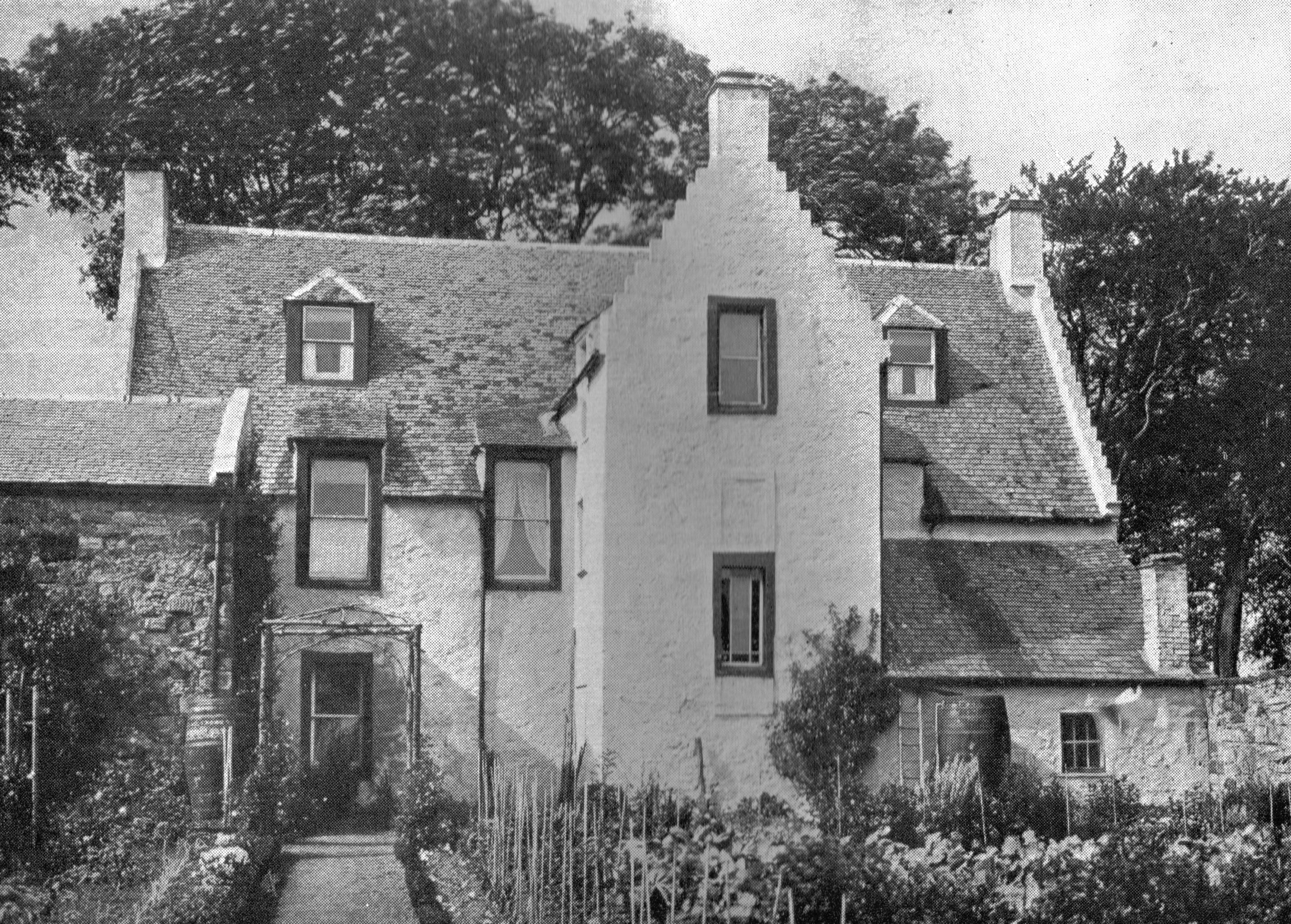
Kilmaurs Place von Süden
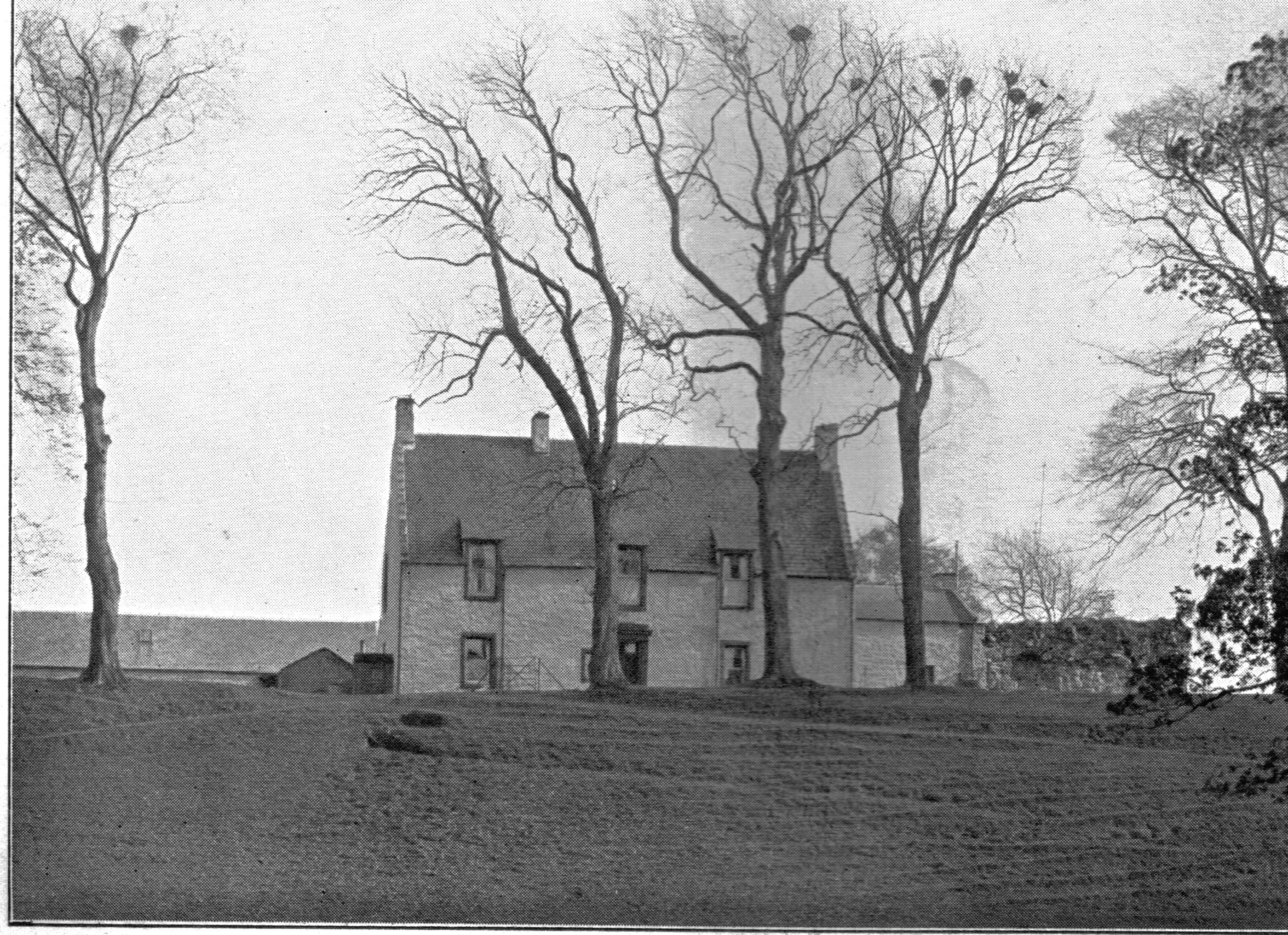
Kilmaurs Place vom Park aus

Ein vermuteter Zauberer, John Stewart, soll sich regelmäßig mit den Feen auf Kilmaurs Hill getroffen haben.
Spätere Besitzer von Kilmaurs Place waren die Familie Tannock, die Lohndrescher waren, und Mr Eric Anderson, der einen Do-it-yourself-Shop im Dorf Kilmaurs hatte.

### Kilmaurs Place und Umgebung 2008

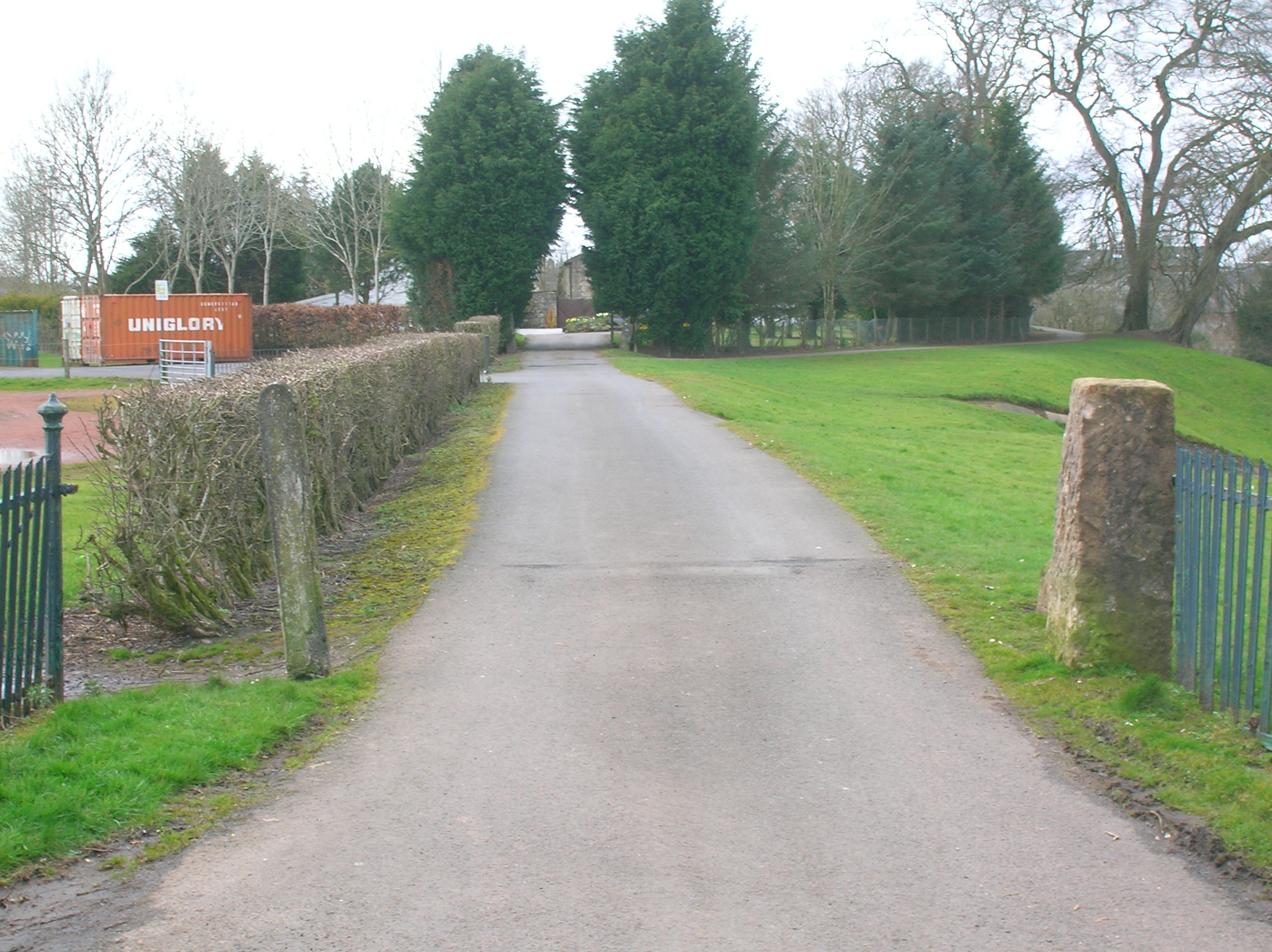
Die Auffahrt zu Kilmaurs Place.
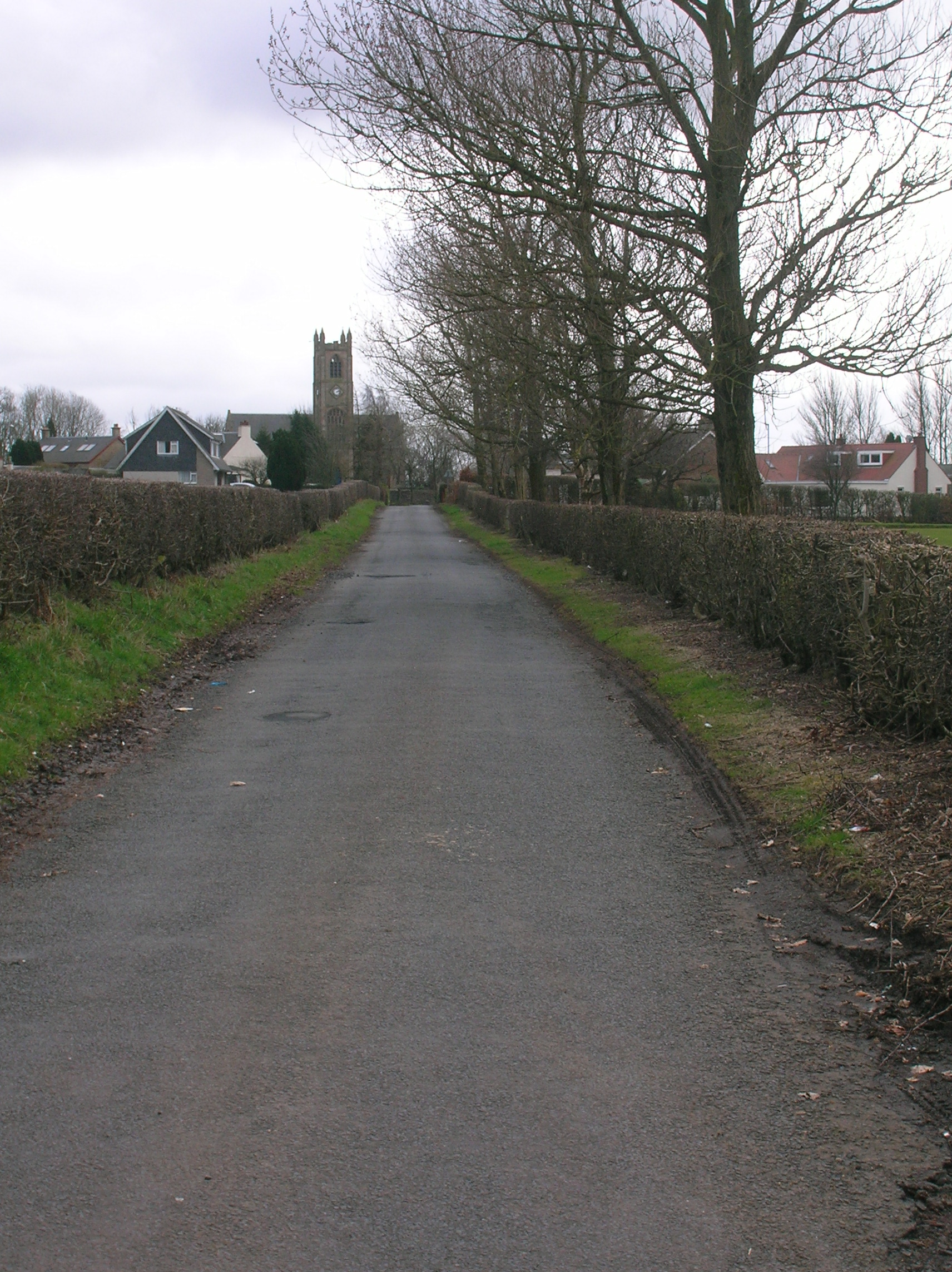
The Mill Vennel looking towards St. Maurs-Glencairn kirk.
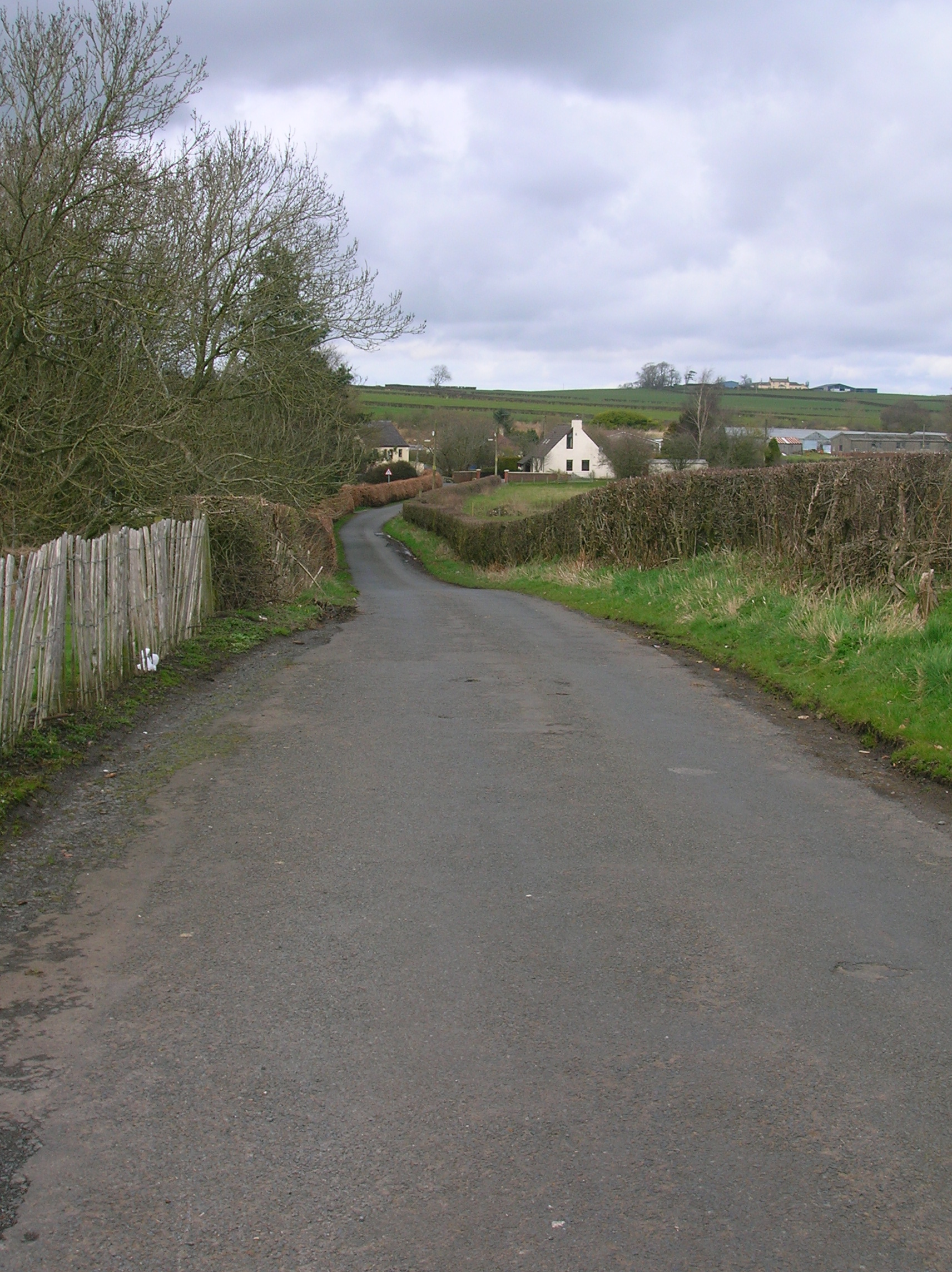
Mühlengasse mit Blick auf Carmel Bridge
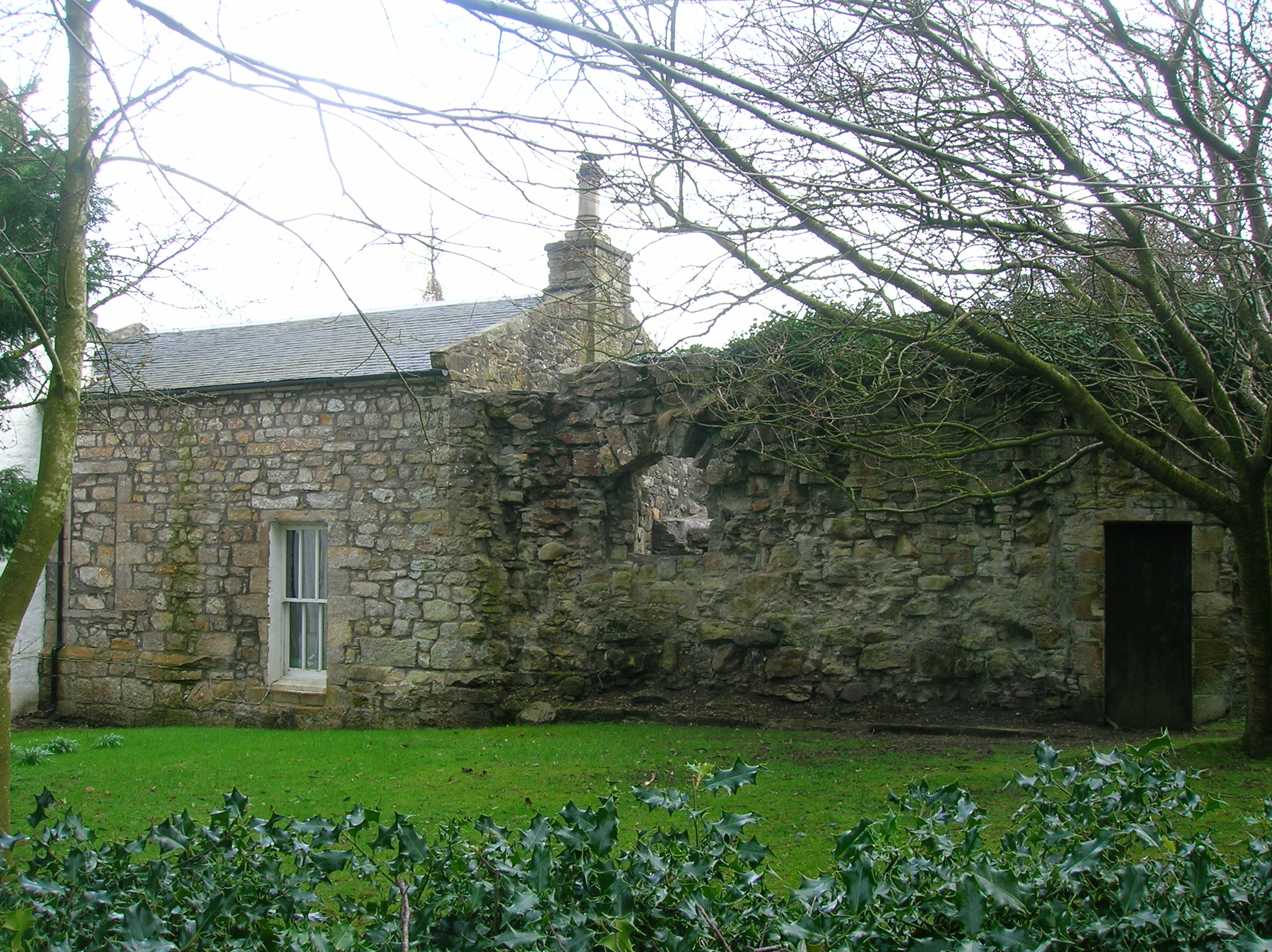
Die „Ruinen“ und die Kammer mit Gewölbedecke im Park
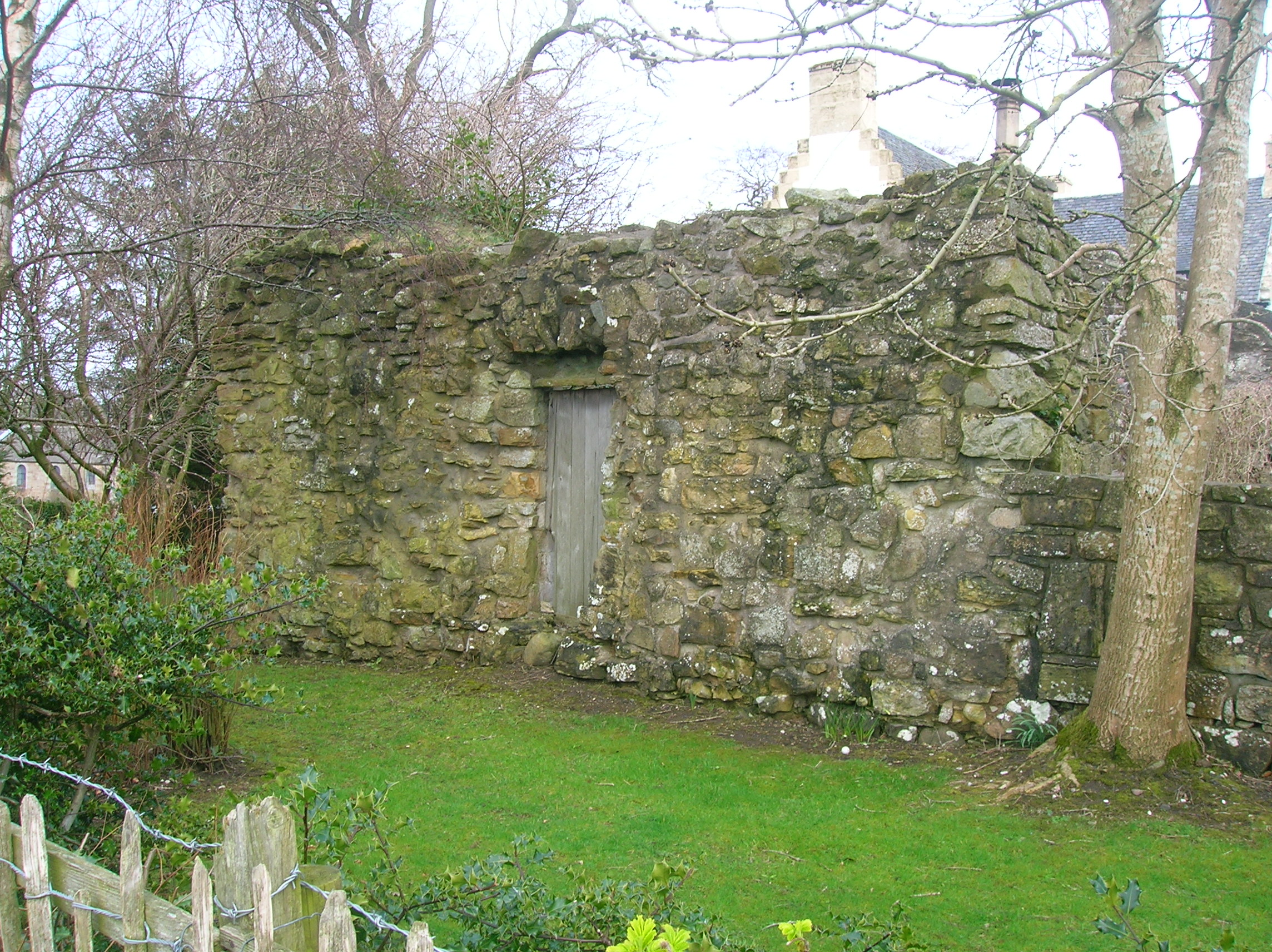
Die „Ruinen“ am Kriegerdenkmal
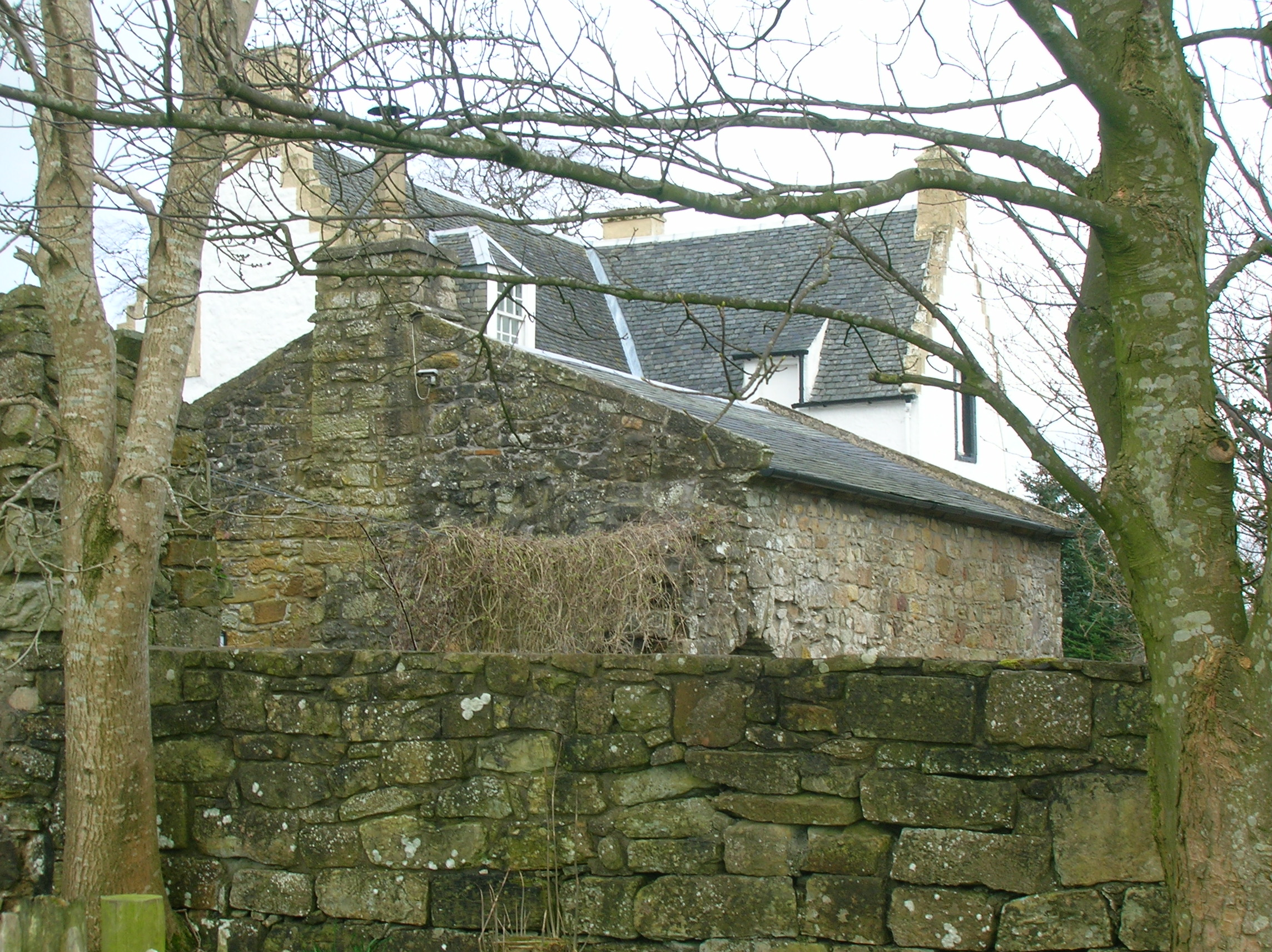
Die Kammer mit Gewölbedecke mit dem Haus dem 17. Jahrhundert im Hintergrund
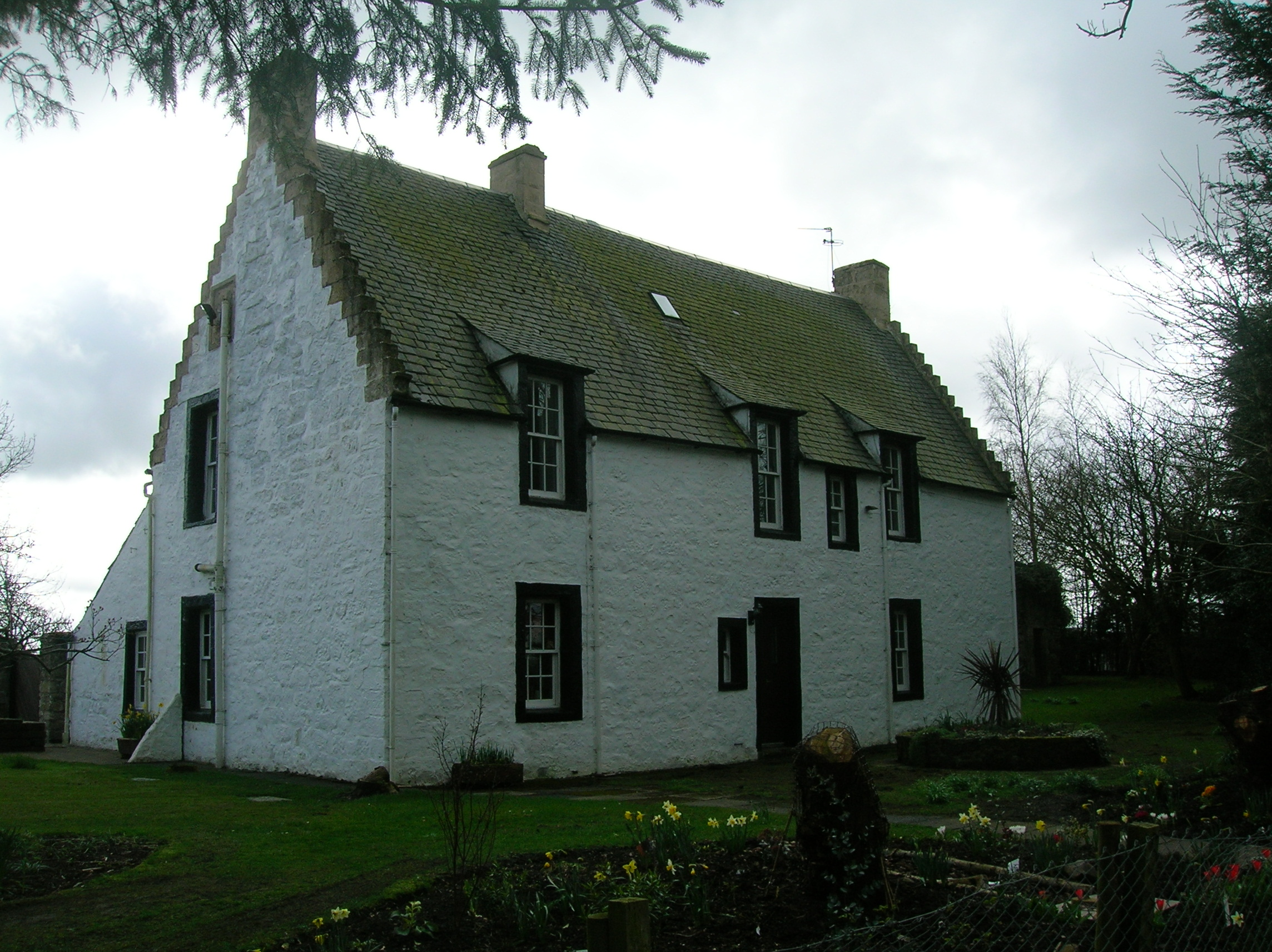
Parkseite von Kilmaurs Place
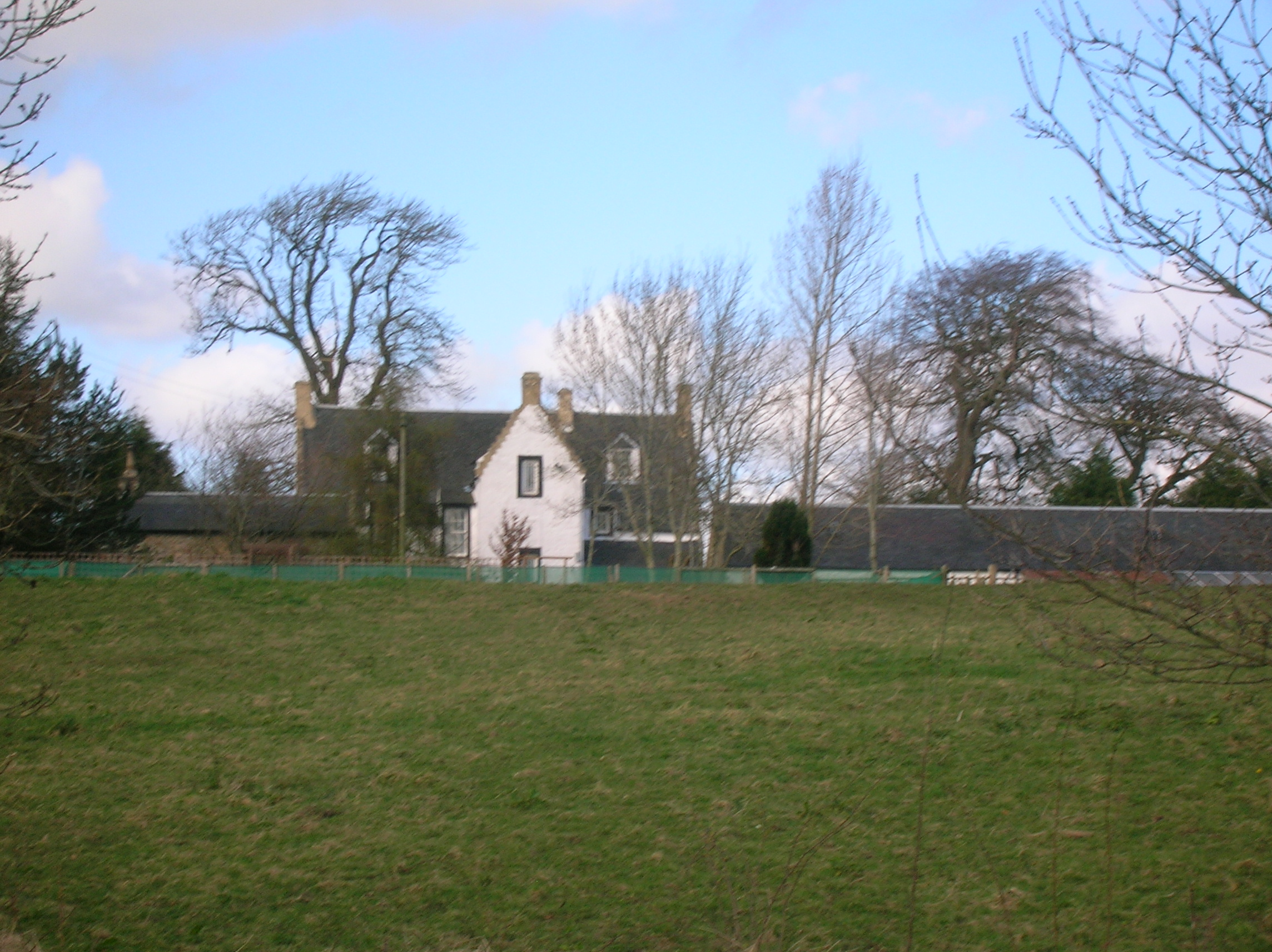
Kilmaurs Place von Townend aus

#### Die Gärten von Kilmaurs Place 2009

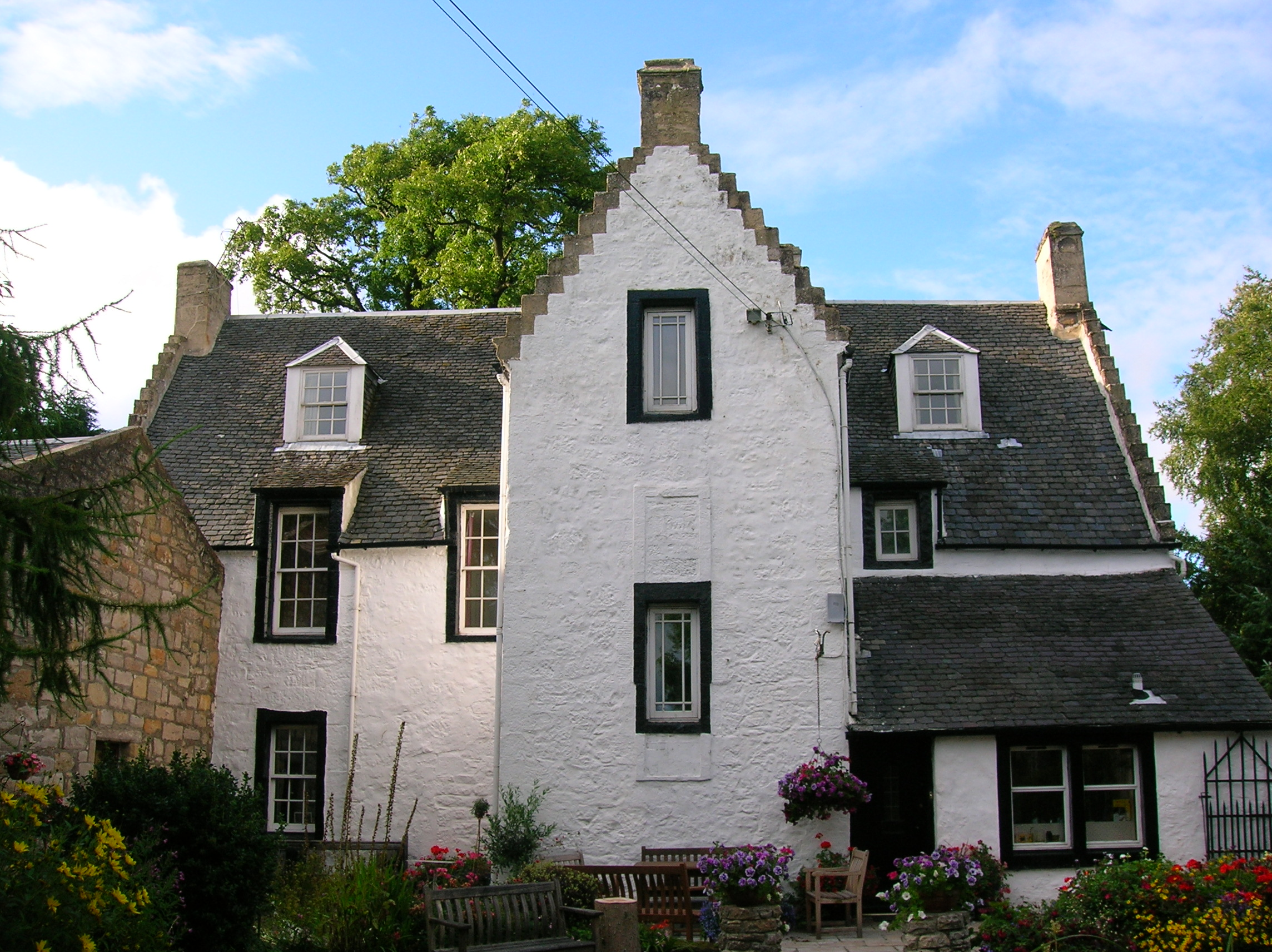
Vorderansicht von Haus und Garten
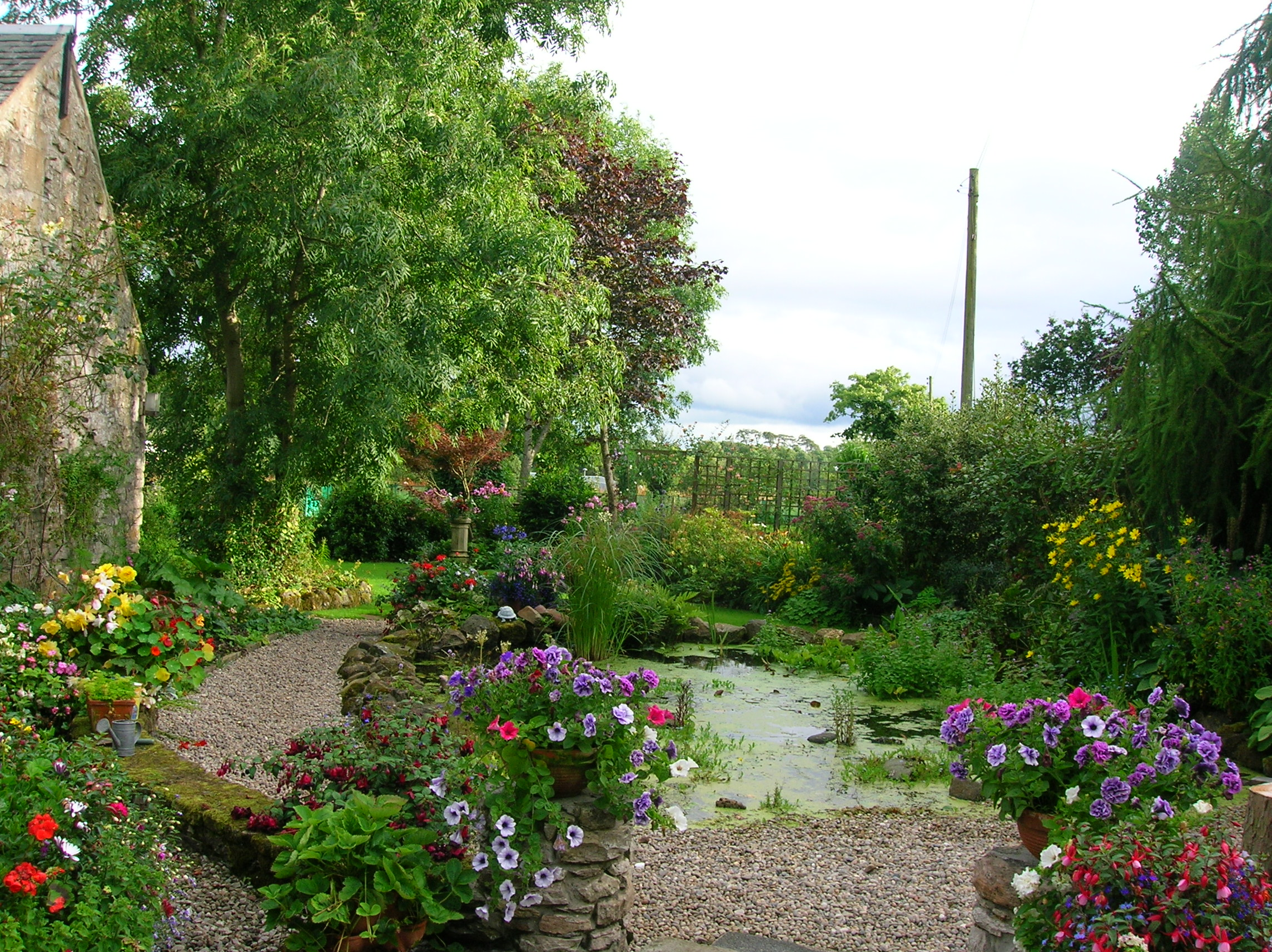
Der Hauptgarten vor Kilmaurs Place
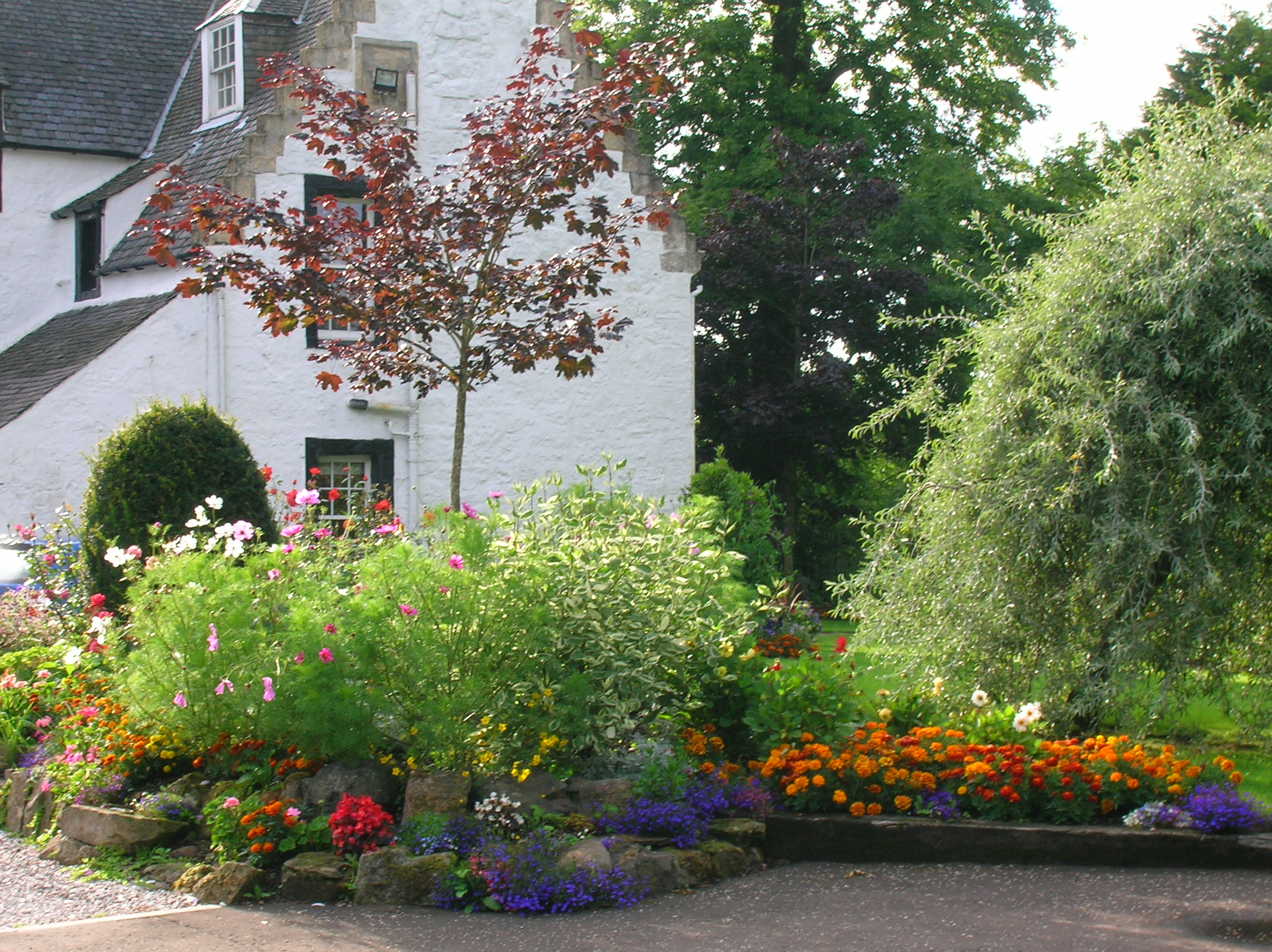
Giebelwand des Hauses und ein Detail des Gartens
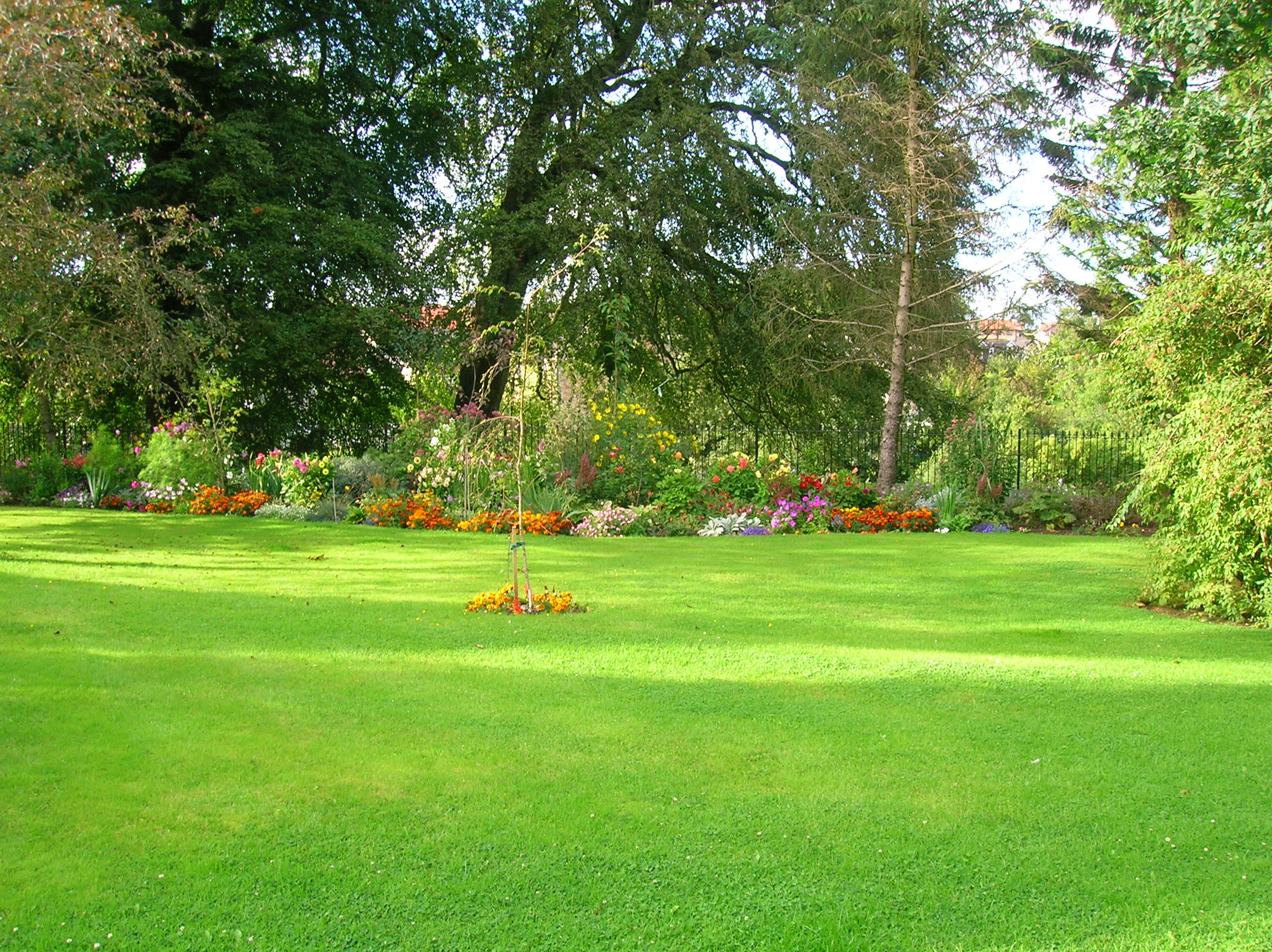
Rasenflächen und Blumenbeete am Lieferanteneingang
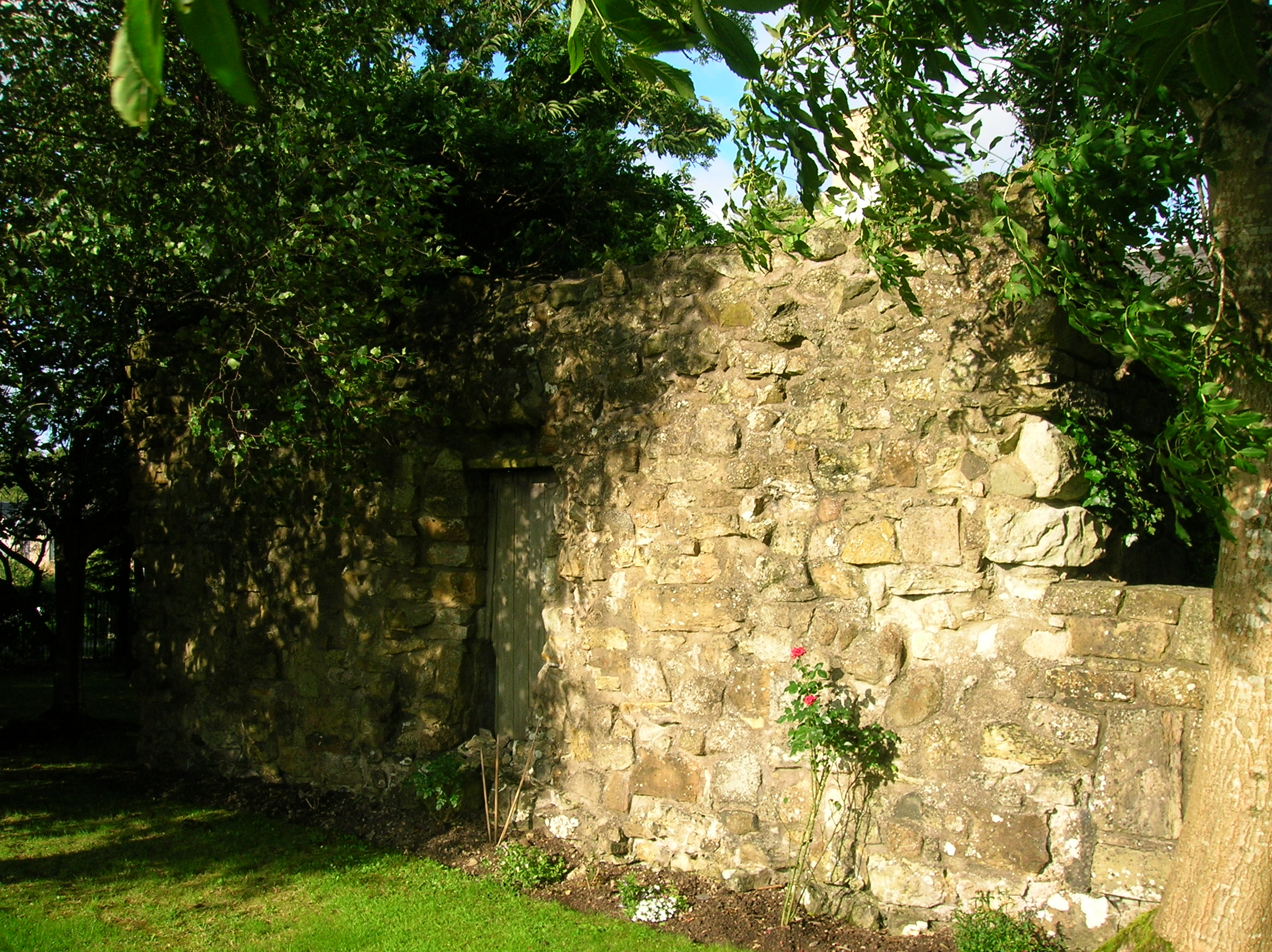
Teil der Hofmauer von Kilmaurs Place